# Aclis minor
Aclis minor är en snäckart som först beskrevs av Brown 1823.  Aclis minor ingår i släktet Aclis, och familjen Aclididae. Arten är reproducerande i Sverige.